# DJ, Take Me Away
DJ, Take Me Away – singel bułgarskiego zespołu muzycznego Deep Zone Project nagrany wspólnie z DJ-em Balthazarem, z którym wystąpili podczas 53. Konkursu Piosenki Eurowizji jako reprezentant Bułgarii.
Piosenka została nagrana oraz wydana w 2008 roku. Producentem, twórcą muzyki oraz tekstu był Dian Savov.

## Konkurs Piosenki Eurowizji
23 lutego 2008 roku odbył się finał bułgarskich preselekcji do Konkursu Piosenki Eurowizji 2008, który zakończył się pomyślnie dla grupy Deep Zone Project & DJ-a Balthazara, którzy z piosenką „DJ, Take Me Away” zdobyli uznanie widzów i zostali reprezentantami Bułgarii podczas festiwalu. Zespół zdobył 15,37% głosów, zaledwie 0,1% więcej od zdobywców drugiego miejsca, duetu Georgi Hristov & Gianni Fiorellino. 
W drugim półfinale konkursu, który odbył się 22 maja 2008 roku, piosenka zajęła 12. miejsce i nie zakwalifikowała się do finału.